# Iorwerth Jones
Iorwerth Price Jones (Trelewis, 1927. december 18. – 2023. október 10.) walesi nemzetközi labdarúgó-játékvezető.

## Pályafutása

### Labdarúgóként
Fiatal korában a Merthyr Tydfilben játszott a Déli ligában. A csapat egyik mérkőzésén súlyos térdsérülést szenvedett, ami véget vetett labdarúgó karrierjének.

### Labdarúgó-játékvezetőként

#### Nemzeti játékvezetés
Sérülését követően nem akart elszakadni a labdarúgástól, letette a vizsgát. Pályafutása során hazája legfelső szintű labdarúgó-bajnokságának játékvezetője lett. Az aktív nemzeti játékvezető szolgálattól 1975. áprilisában, a St James Park stadionban búcsúzott.

#### Nemzetközi játékvezetés
A Walesi labdarúgó-szövetség Játékvezető Bizottsága (JB) terjesztette fel nemzetközi játékvezetőnek, a Nemzetközi Labdarúgó-szövetség (FIFA) 1967-től tartotta nyilván bírói keretében. Több nemzetek közötti válogatott és klubmérkőzést vezetett vagy partbíróként tevékenykedett. A walesi nemzetközi játékvezetők rangsorában, a világbajnokság-Európa-bajnokság sorrendjében többedmagával a 7. helyet foglalja el 3 találkozó szolgálatával. Az aktív nemzetközi játékvezetéstől 1974-ben búcsúzott.

##### Világbajnokság
Kettő labdarúgó világbajnoki döntőhöz vezető úton Mexikóba a IX., az 1970-es labdarúgó-világbajnokságra és Németországba a X., az 1974-es labdarúgó-világbajnokságra  a FIFA JB játékvezetőként foglalkoztatta.
| Időpont           | Helyszín                       | Mérkőzés típusa           | Mérkőzés              | Eredmény | Nézők száma |
| ----------------- | ------------------------------ | ------------------------- | --------------------- | -------- | ----------- |
| 1969. december 7. | Municipal Stadion, Luxemburg   | előselejtező (8. csoport) | Luxemburg–Bulgária    | 1 : 3    | 4 929       |
| 1973. május 8.    | Craven Cottage Stadion, London | előselejtező (6. csoport) | Észak-Írország–Ciprus | 3 : 0    | 6 090       |

##### Európa-bajnokság
Az európai-labdarúgó torna döntőjéhez vezető úton Belgiumba a IV., az 1972-es labdarúgó-Európa-bajnokságra az UEFA JB játékvezetőként foglalkoztatta.
A Svájc-Görögország mérkőzés 31. percében megsérült, a mérkőzést első számú partbírója, a (walesi)  Thomas Henry Reynolds vezette tovább.
| Időpont         | Helyszín               | Mérkőzés típusa           | Mérkőzés          | Eredmény | Nézők száma |
| --------------- | ---------------------- | ------------------------- | ----------------- | -------- | ----------- |
| 1971. május 12. | Wankdorf Stadion, Bern | előselejtező (3. csoport) | Svájc–Görögország | 1 : 0    | 32 770      |

##### Brit Bajnokság
1882-ben az Egyesült Királyság brit tagállamainak négy szövetség úgy döntött, hogy létrehoznak egy évente megrendezésre kerülő bajnokságot egymás között. Az utolsó bajnoki idényt 1983-ban tartották meg.
| Időpont         | Helyszín                      | Mérkőzés típusa | Mérkőzés              | Eredmény |
| --------------- | ----------------------------- | --------------- | --------------------- | -------- |
| 1974. május 11. | Hampden Park Stadion, Glasgow | selejtező       | Skócia–Észak-Írország | 0 : 1    |